# Pauselijke Academie voor de Cultuur der Martelaren

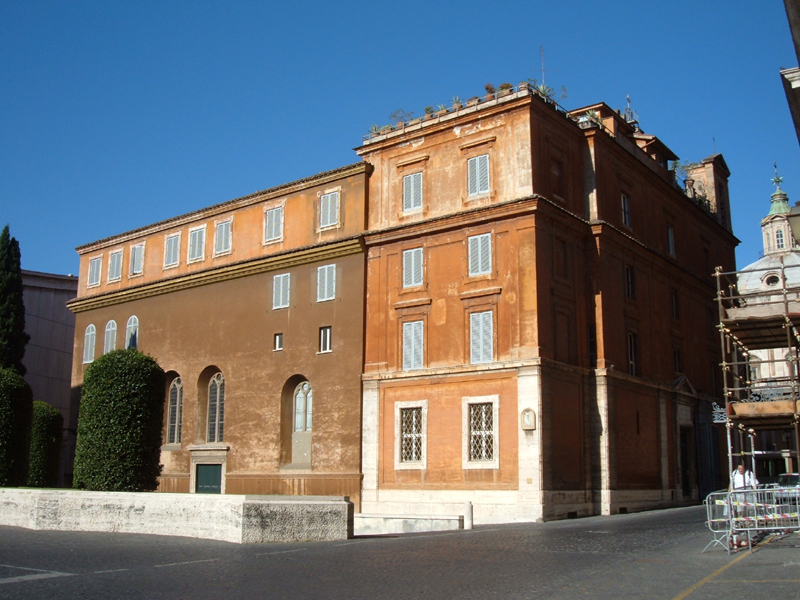
Duits College, zetel van de Pauselijke Academie voor de Cultuur der Martelaren

De Pauselijke Academie voor de Cultuur der Martelaren (lat: Pontifcia Accademia Cultorum Martyrum) is een, onder de Romeinse Curie ressorterend geleerdengenootschap dat in 1879 werd opgericht met als doel de devotie tot de heilige martelaren te bevorderen alsmede de bestudering van hun leven en van de heilige plaatsen die met hun leven in verband staan. De Academie werd op 2 februari 1879 als Collegium Cultorum Martyrum opgericht door de archeologen Armellini, Hytreck, Orazio Marucchi en Stevenson. 
De Academie tracht haar doel te bereiken door het organiseren van tweejaarlijkse colloquia, waar wetenschappers op het gebied van de gewijde archeologie bijeenkomen, alsmede door liturgische vieringen te organiseren op heilige plaatsen die een betekenis hebben in het leven van de martelaren uit het vroege christendom. De Academie werkt nauw samen met de dicasterie voor de Goddelijke Eredienst en de Regeling van de Sacramenten alsmede met de Pauselijke Commissie voor Gewijde Archeologie.
De Academie zetelt in het Duits College in Vaticaanstad. Aan het hoofd van de Academie staat een Magister; sinds 16 september 2022 is dit Raffaella Giuliani.